# Anna Podskalská
Anna Podskalská (rozená Paděrová, * 1996) je animátorka, režisérka a výtvarnice. Ve své tvorbě často využívá folklórní motivy. Stejně tak tomu bylo i případě jejího bakalářského filmu Rudé boty (2021), který se objevil v užší výběru na cenu BAFTA a byl uveden také na festivalu v Cannes.

## Život
Narodila se v Brně, vyrůstala zde a také studovala ilustraci na Střední škole umění a designu. Na studium v roce 2015 navázala na FAMU na Katedře animované tvorby. Své bakalářské studium zakončila snímkem Rudé boty (2021), které se dočkal tuzemského i mezinárodního uvedení a úspěchů. Ve studiu pokračuje v rámci magisterského studia. 
Kromě animace se věnuje také svému autorskému výtvarnému projektu Čáry a črty. Od roku 2020 učí také na VOŠUP a SUPŠ na pražském Žižkově. Působí také jako výtvarnice storyboardů (a chvíli také jako animátorka) v kreativní produkci FINAL_2.
Jejím manželem je její spolužák z Katedry střihové skladby Matěj Podskalský, s nímž také spolupracuje na svých filmech.

## Dílo
Mezi jejími prvními studentskými filmy se objevuje krátký film Máméní (2015), využívající digitální kreslenou a ploškovou animaci. Dalším ze studentských snímků je Tamto léto (2016) na motivy vzpomínek její pratety Milady Hubené ne léto strávené strávené se sestrami. Snímek kombinuje digitální kreslenou animaci na pozadí fotek oprýskaných zdí.
Následující rok vytvořila krátký snímek Sebevrah (2017), opět s využitím digitální kreslené animace. Námětem filmu je sebevražedný pád jednoho muže, který je přerušen náhodným romantickým vzplanutím.
Kreslené počítačové animaci zůstala věrná i u dalších svých filmů; Sebevrah (2017), jehož námětem je sebevražedný pád jednoho muže, který je přerušen náhodným romantickým vzplanutím, dále pak Historická linka č. 41 (2018), dokument o tramvajovém průvodčím a bývalém řidiči, film o snovém baru Paradise (2018). V obou filmech využívá reálné fotografie míst, zvířat a lidí. V roce 2018 začala také pracovat na svém bakalářském filmu Rudé boty. Digitální kreslenku využila i v krátkém filmovém gagu Ahój! (2020).
Svá studia však na rok musela přerušit, aby se mohla připojit k práci na filmu Přes hranici (2021) režisérky Florence Miailhe, který se stal prvním celovečerním filmem vytvořeným formou animace malované na sklo. Snímek vznikal v mezinárodním koprodukci, animoval se hned ve třech zemích. Českým koproducentem filmu se stala společnost MAUR film a na animaci se podílelo hned devět animátorek, mezi nimiž byla právě i Anna Podskalská (v té době ještě Paděrová).
V roce 2021 dokončila svůj bakalářský film na motivy lidových pohádek. Ten vypráví o dívce, kterou uhranou prokleté rudé taneční boty, které s ní ale tančí až do úmoru, což ji nakonec malém stojí život. Snímek vznikal formou malby animace na sklo, tedy technikou, jejíž znalost mohla uplatnit i při animaci filmu Přes hranici a naopak. Film byl uveden na řadě tuzemských i zahraničních festivalů, mezi nimi také filmový festival v Cannes v rámci sekce Cinéfondation. Nominován byl na Cenu české filmové kritiky, také ve dvou kategoriích na ocenění České filmové a televizní akademie a dostal se také do užšího výběru na cenu BAFTA. Oceněn byl jako nejlepší studentský film cenou Animorfa od Rady animovaného filmu na festivalu Anifilm.

V rámci své ilustrátorské tvorby se věnuje autorskému projektu Čáry a črty, v rámci něhož vytváří kalendáře, mariášové a tarotové karty ad. předměty s folklórními motivy. Své výtvory vystavovala na stejnojmenné výstavě. O své vztahu k využívání folklórních motivů mluvila už při rozhovoru o jejím bakalářském filmu:
Vybrali jste lidovou pohádku a zvolili folklorní stylizaci. Není to pro vaši generaci neobvyklé?
Podskalská: Mám naopak pocit, že i díky globalizaci se zájem o folklor v mé generaci probouzí. Mladí lidé chtějí znát své kořeny, dozvídat se o lokální historii, kulturním dědictví. Mám spoustu kamarádek, které se samy od sebe začaly kolem dvaceti let zajímat o folklor a tradice, vyšívají, chodí tancovat lidové tance. Myslím, že to začíná být nový trend. A já jsem už během bakalářského studia zjistila, že se mi s pohádkovou látkou pracuje dobře.
Pro Akademii věd vytvořila také kalendář tvorba kalendáře pro projekt Hotely s příběhem, kde zobrazila Villu Lanna, zámek Liblice a zámecký hotel Třešť.

## Filmografie

### Režie
- Mámení (2015) - studentský film
- Ursana (2016) - cvičení 1. ročníku[2]
- Tamto léto (2017) - studentský film
- Štědrý den (2017) - animatik podle básně K. J. Erbena[2]
- Sebevrah (2017) - studentský film
- Historická linka č. 41 (2018) - studentský film
- Paradise (2018) - studentský film
- Ahój! (2020) - studentský film, uveden v rámci pásma FAMU v kině 01[16]
- Rudé boty (2021) - absolventský film

### Animace

#### Vlastní autorské filmy
- Mámení (2015)
- Ursana (2016)
- Tamto léto (2017)
- Štědrý den (2017)
- Sebevrah (2017)
- Historická linka č. 41 (2018)
- Paradise (2018)
- Ahój! (2020)
- Rudé boty (2021)

#### Filmy jiných autorů
- Přes hranici (režie Florence Miailhe, 2021)
- Mazel a tajemství lesa (režie Petr Oukropec, 2021)

#### Animované spoty pro knihy nominované na oceněníMagnesia Litera
- Voliéry (autorka knihy Zuzana Brabcová, 2018) - nominace v kategorii próza
- Obcházení ostrova (autor knihy Milan Děžinský, 2019) - nominace v kategorii próza
- Hemingwayův býk (autor knihy Michal Šanda, 2020) - nominace v kategorii próza
- Jmenuji se Orel (autorka knihy Romi Grey, 2021) - nominace v kategorii objev roku
- Katedrála viditelná neviditelná (autoři knihy J. Maříková-Kubková a kol., 2021) - nominace v kategorii nakladatelský čin
- Portrét pěkné Andalusanky (autor knihy Francisco Delicado, přeložil Jiří Holub, 2022) - nominace v kategorii překladové knihy
- Největší lekce dona Quijota (autor knihy Štěpán Kučera, 2023) - nominace v kategorii próza

### Výstavy
- Čáry a črty /Anna Podskalská/ - (Bookstore Academia v Brně, 2022)